# Linia kolejowa Rzeżyca – Zilupe
Linia kolejowa Rzeżyca – Zilupe – linia kolejowa na Łotwie łącząca stację Rzeżyca II ze stacją Zilupe i z granicą państwową z Rosją.
Linia na całej długości jest niezelektryfikowana i jednotorowa.

## Historia
Linia powstała w 1901 jako część Kolei Moskiewsko-Windawskiej. Początkowo leżała w Imperium Rosyjskim, w latach 1918 - 1940 położona była na Łotwie, następnie w Związku Sowieckim (1940 - 1991). Od 1991 ponownie znajduje się w granicach niepodległej Łotwy.